# Nyländska Jaktklubbens båthamn i Helsingfors
Nyländska Jaktklubbens båthamn i Helsingfors är en oljemålning av finländska konstnären Albert Edelfelt från år 1899. Motivet är Nyländska Jaktklubbens segelbåtar och Södra hamnen i Helsingfors sett från havet. Målningen ställdes ut på den finska delen av världsutställningen i Paris 1900. Den förvärvades 1902 för statens konstmuseums Antells-samlingar.